# Campeonato de Primera División 1919 (Argentina)
El campeonato de Primera División de 1919, llamado Copa Campeonato 1919, fue el trigésimo primer torneo de Primera División y el vigésimo séptimo organizado por la Asociación Argentina de Football. 
Tuvo un desarrollo irregular, ya que su disputa comenzó con 19 equipos, de los que, luego de que 13 de ellos fueron algunos desafiliados y otros expulsados, y constituyeron la disidente Asociación Amateurs de Football, terminaron quedando solo seis.
La primera etapa, luego anulada tras la disputa incompleta de 9 fechas, se desarrolló entre el 16 de marzo y el 31 de agosto, mientras que el torneo de emergencia subsiguiente, jugado por el resto de los equipos que no migraron a la Asociación Amateurs, dio inicio el 28 de septiembre y finalizó el 21 de enero de 1920, en que se dio por terminado con 14 partidos sin disputar.
El Club Atlético Boca Juniors fue el campeón del torneo final, con solo ocho partidos jugados, obteniendo así la primera estrella de su historia.
Por su parte, el torneo de la Asociación Amateurs fue ganado por Racing Club.

## Ascensos y descensos
| Pos | Equipo ascendido |
| --- | ---------------- |
| 1.º | Eureka           |

| Pos  | Equipos descendidos en la temporada 1918 |
| ---- | ---------------------------------------- |
| 19.º | Ferro Carril Oeste                       |
| 20.º | Argentino de Quilmes                     |

De esta manera, el número de participantes se redujo a 19.

## Equipos
| Equipo                 | Ciudad       |
| ---------------------- | ------------ |
| Atlanta                | Buenos Aires |
| Boca Juniors           | Buenos Aires |
| Defensores de Belgrano | Buenos Aires |
| Estudiantes            | Buenos Aires |
| Estudiantes            | La Plata     |
| Estudiantil Porteño    | Buenos Aires |
| Eureka                 | Buenos Aires |
| Gimnasia y Esgrima     | La Plata     |
| Huracán                | Buenos Aires |
| Independiente          | Avellaneda   |
| Platense               | Buenos Aires |
| Porteño                | Buenos Aires |
| Racing Club            | Avellaneda   |
| River Plate            | Buenos Aires |
| San Isidro             | San Isidro   |
| San Lorenzo            | Buenos Aires |
| Sportivo Barracas      | Buenos Aires |
| Sportivo de Almagro    | Buenos Aires |
| Tigre                  | Victoria     |

## Tabla de posiciones del torneo inconcluso
| Pos. | Equipo                  | Pts. | PJ | PG | PE | PP | GF | GC | Dif. |
| ---- | ----------------------- | ---- | -- | -- | -- | -- | -- | -- | ---- |
| 1.º  | Independiente           | 14   | 8  | 6  | 2  | 0  | 20 | 8  | 12   |
| 2.º  | Racing Club             | 11   | 6  | 5  | 1  | 0  | 19 | 4  | 15   |
| 3.º  | Porteño                 | 10   | 6  | 5  | 0  | 1  | 13 | 6  | 7    |
| 4.º  | San Isidro              | 10   | 8  | 5  | 0  | 3  | 12 | 11 | 1    |
| 5.º  | Boca Juniors            | 9    | 5  | 4  | 1  | 0  | 7  | 1  | 6    |
| 6.º  | River Plate             | 9    | 6  | 4  | 1  | 1  | 10 | 4  | 6    |
| 7.º  | Gimnasia y Esgrima (LP) | 9    | 8  | 4  | 1  | 3  | 12 | 10 | 2    |
| 8.º  | Huracán                 | 6    | 6  | 3  | 0  | 3  | 7  | 11 | −4   |
| 9.º  | San Lorenzo             | 6    | 7  | 2  | 2  | 3  | 10 | 13 | −3   |
| 10.º | Defensores de Belgrano  | 6    | 7  | 1  | 4  | 2  | 5  | 10 | −5   |
| 11.º | Estudiantes de La Plata | 5    | 6  | 1  | 3  | 2  | 6  | 9  | −3   |
| 12.º | Platense                | 5    | 8  | 2  | 1  | 5  | 7  | 11 | −4   |
| 13.º | Sportivo Barracas       | 5    | 7  | 1  | 3  | 3  | 9  | 15 | −6   |
| 14.º | Estudiantes (BA)        | 5    | 8  | 1  | 3  | 4  | 10 | 17 | −7   |
| 15.º | Sportivo de Almagro     | 5    | 7  | 2  | 1  | 4  | 4  | 9  | −5   |
| 16.º | Tigre                   | 4    | 7  | 1  | 2  | 4  | 9  | 12 | −3   |
| 17.º | Atlanta                 | 4    | 7  | 1  | 2  | 4  | 7  | 10 | −3   |
| 18.º | Estudiantil Porteño     | 4    | 6  | 2  | 0  | 4  | 6  | 12 | −6   |
| 19.º | Eureka                  | 3    | 7  | 1  | 1  | 5  | 7  | 15 | −8   |

## Tabla de posiciones final
| Pos | Equipo                  | Pts | PJ | G | E | P | GF | GC | DIF |
| --- | ----------------------- | --- | -- | - | - | - | -- | -- | --- |
| 1.º | Boca Juniors            | 16  | 8  | 8 | 0 | 0 | 29 | 5  | 24  |
| 2.º | Estudiantes de La Plata | 7   | 8  | 3 | 1 | 4 | 10 | 7  | 3   |
| 3.º | Huracán                 | 4   | 5  | 2 | 0 | 3 | 3  | 11 | -8  |
| 4.º | Eureka                  | 3   | 5  | 1 | 1 | 3 | 5  | 8  | -3  |
| 5.º | Sportivo de Almagro     | 3   | 4  | 1 | 1 | 2 | 3  | 8  | -5  |
| 6.º | Porteño                 | 3   | 6  | 1 | 1 | 4 | 5  | 16 | -11 |

## Descensos, ascensos y traspasos
Con la desafiliación de Estudiantil Porteño, Independiente, Platense, Racing Club, River Plate y Tigre, y la expulsión de Atlanta, Defensores de Belgrano, Estudiantes (BA), Gimnasia y Esgrima (LP), San Isidro, San Lorenzo y Sportivo Barracas (luego reincorporado), con los ascensos de Banfield, Del Plata, Lanús, Nueva Chicago, Palermo y Sportivo del Norte, el torneo de 1920 contó inicialmente con 13 equipos.

## Goleadores
| Jugador              | Jugador          | Goles | Equipo       |
| -------------------- | ---------------- | ----- | ------------ |
| Bandera de Argentina | Alfredo Garasini | 6     | Boca Juniors |
| Bandera de Argentina | Alfredo Martín   | 6     | Boca Juniors |

## Copas nacionales
Durante la temporada se disputaron también las siguientes copas nacionales:
- Copa de Competencia Jockey Club: ganada por el Club Atlético Boca Juniors.
- Copa Ibarguren: ganada por el Club Atlético Boca Juniors.